# PGC 36122
LEDA/PGC 36122, auch UGC 6614, ist eine spiralförmige Ringgalaxie vom Hubble-Typ (R)SA(r)a? mit aktivem Galaxienkern im Sternbild Löwe nördlich der Ekliptik. Sie ist rund 281 Millionen Lichtjahre entfernt und hat einen Durchmesser von etwa 140.000 Lichtjahren. Vom Sonnensystem aus entfernt sich die Galaxie mit einer errechneten Radialgeschwindigkeit von näherungsweise 6.400 Kilometern pro Sekunde.

## Galaktisches Umfeld
| Nr. | Galaxie          | Alternativname            | Rek           | Dek           | Distanz/asec |
| --- | ---------------- | ------------------------- | ------------- | ------------- | ------------ |
| →   | LEDA/PGC 36122   | UGC 6614                  | 11h39m14.872s | +17d08m37.21s | 0            |
| 1   | LEDA/PGC 1523974 | 2MASX J11391588+1704238   | 11h39m15.914s | +17d04m23.57s | 254.63       |
| 2   | LEDA/PGC 1524116 | 2MASX J11390033+1704428   | 11h39m00.335s | +17d04m43.09s | 313.51       |
| 3   | LEDA/PGC 1523381 | NSA 113276                | 11h39m28.97s  | +17d02m54.4s  | 397.00       |
| 4   | LEDA/PGC 1528610 | WISEA J113936.53+171553.9 | 11h39m36.533s | +17d15m53.89s | 535.75       |
| 5   | LEDA/PGC 1522280 | 2MASX J11385797+1700218   | 11h38m58.012s | +17d00m21.58s | 551.15       |
| 6   | LEDA/PGC 1527949 | NSA 113292                | 11h39m54.25s  | +17d14m14.3s  | 657.73       |
| 7   | LEDA/PGC 93845   | NSA 160268                | 11h38m24.670s | +17d05m12.80s | 750.43       |
| 8   | LEDA/PGC 36168   | NSA 113272                | 11h39m49.676s | +16d58m49.24s | 771.05       |
| 9   | LEDA/PGC 1523592 | 2MASX J11382523+1703265   | 11h38m25.278s | +17d03m26.19s | 776.18       |
| 10  | LEDA/PGC 1520171 | 2MASX J11391393+1655018   | 11h39m13.976s | +16d55m02.32s | 815.30       |
| 11  | LEDA/PGC 142824  | NSA 160321                | 11h39m52.433s | +17d19m03.53s | 825.66       |
| 12  | LEDA/PGC 36181   | NSA 113273                | 11h39m56.312s | +16d57m18.04s | 902.53       |
| 13  | LEDA/PGC 1522515 | 2MASX J11400958+1700585   | 11h40m09.602s | +17d00m58.84s | 908.63       |
| 14  | LEDA/PGC 1519010 | 2MASX J11392034+1652058   | 11h39m20.36s  | +16d52m06.0s  | 994.37       |